# Alain Jouffroy
Alain Jouffroy, född 11 september 1928 i Paris, död 20 december 2015 i Paris, var en fransk författare, poet och konstnär, förknippad med surrealismens andra generation.

## På svenska
- Naturens förrum = L'antichambre de la nature (översättning, efterskrift och noter: Lasse Söderberg, Ellerström, 1995) [tvåspråkig utgåva]
- Tillsammans med Michaux (översättning och inledning: Hans Johansson, Ellerström, 2001)